# 최윤소
최윤소(崔允素, 1984년 11월 29일~)는 대한민국의 배우이자 모델이다.

## 학력
- 동덕여자대학교 (방송연예학과/학사)

## 가족
- 어머니, 오빠
- 남편:(非 연예인 남성, 2024년 9월 9일 ~ )

## 생애
1984년 11월 29일 서울특별시에서 1남 1녀 중 막내로 출생한 그는 2001년 캐릭터 모델 선발대회에 출전하여 대상을 수상한 후에 모델로 데뷔하였고 2003년 영화 《은장도》를 통해 배우로 데뷔하였다.
대표 작품 중에 드라마로는 2010년 KBS 1TV 《웃어라 동해야》, 2011년 MBC 《로열 패밀리》, 2012년 KBS 2TV 《넝쿨째 굴러온 당신》, 2013년 KBS 2TV 《은희》, 2014년 TvN 《라이어 게임》, 2015년 TvN 《두번째 스무살》, 2016년 MBC 《가화만사성》, 2017년 KBS 2TV 《이름 없는 여자》, 2019년 KBS 1TV 《꽃길만 걸어요》 등이 있고 영화로는 2012년 《설마, 그럴리가 없어》 등이 있다.

## 출연 작품

### 드라마
- 2010년 KBS1 저녁 일일연속극 《웃어라 동해야》 ... 백유진 역
- 2010년 SBS 주말 미니시리즈 《시크릿 가든》 ... 김희원 역
- 2011년 MBC 수목 미니시리즈 《로열 패밀리》 ... 유신아 역
- 2011년 KBS2 단막극 《KBS 드라마 스페셜 연작 시리즈 - 헤어쇼》 ... 김유리 역
- 2011년 SBS 월화 미니시리즈 《내게 거짓말을 해봐》 ... 맞선녀 역 (특별출연)
- 2011년 tvN 월화 미니시리즈 《로맨스가 필요해 Season Ⅰ》 ... 배성현의 약혼녀 역
- 2011년 SBS 월화 특별기획 드라마 《무사 백동수》 ... 구향 역
- 2011년 KBS2 단막극 《KBS 드라마 스페셜 - 82년생 지훈이》 ... 안서연 역
- 2012년 KBS2 단막극 《KBS 드라마 스페셜 - 소녀탐정 박해솔》 ... 예리나 역
- 2012년 KBS2 주말연속극 《넝쿨째 굴러온 당신》 ... 강혜수 역
- 2012년 MBC 저녁 일일연속극 《그대 없인 못살아》 ... 이현경 역
- 2012년 tvN 수목 미니시리즈 《제3병원》 ... 정승희 역
- 2013년 KBS2 TV소설 《은희》 ... 차영주 역
- 2014년 tvN 월화 미니시리즈 《라이어 게임》 ... 구자영 역
- 2014년 MBC Every1 6부작 수요 미니시리즈 《사랑 주파수 37.2》 ... 구동희 역
- 2015년 tvN 금토 미니시리즈 《두번째 스무살》 ... 신상예 역
- 2016년 OCN 주말 미니시리즈 《동네의 영웅》 ... 김서안 역
- 2016년 MBC 주말연속극 《가화만사성》 ... 봉해원 역
- 2017년 KBS2 저녁 일일연속극 《이름 없는 여자》 ... 구해주 역
- 2017년 JTBC 금토 미니시리즈 《품위있는 그녀》 ... 허진희 역
- 2018년 tvN 수목 미니시리즈 《마더》 ... 젊은시절 강영신 역 (특별출연)
- 2019년 KBS1 저녁 일일연속극 《꽃길만 걸어요》 ... 강여원 역
- 2019년 tvN 단막극 《드라마 스테이지 - 오우거》 ... 약혼녀 역
- 2021년 SBS 금토 미니시리즈 《펜트하우스 3》  ... 정신병원 간호사 역 (특별출연)
- 2022년 NETFILX 오리지널 웹드라마 《연애대전》
- 2023년 ~ 2024년 tvN 주말 미니시리즈 《마에스트라》 ... 고유라 역
- 2025년 ENA 월화 미니시리즈 《라이딩 인생》 ... 태린 엄마 역

### 영화
| 연도 | 제목                             | 역할          | 감독   | 비고      |
| ---- | -------------------------------- | ------------- | ------ | --------- |
| 2003 | 은장도                           | 경주          | 김성덕 |           |
| 2012 | 설마, 그럴리가 없어              | 윤소          | 조성규 |           |
| 2014 | 산타바바라                       | 촬영장 여배우 | 조성규 | 특별 출연 |
| 2014 | 루키 (중화인민공화국)            | 샹샤우페이    | 항화상 |           |
| 2016 | 날, 보러와요                     | 지영          | 이철하 |           |
| 2016 | 옹박 2016: 혈투 (중화인민공화국) |               | 장계천 |           |
| 2016 | 로드킬 (단편 영화)               | 미연          | 김아론 |           |
| 2017 | 보통사람                         | 지숙          | 김봉한 |           |

### 예능
| 연도 | 방송사    | 제목                                      | 역할   | 기간                  | 비고      |
| ---- | --------- | ----------------------------------------- | ------ | --------------------- | --------- |
| 2002 | KBS 2TV   | 뮤직뱅크                                  | VJ     |                       |           |
| 2003 | KBS 2TV   | 자유선언 토요대작전                       | 게스트 | 2003.02.08~2003.02.15 |           |
| 2010 | ELLE atTV | 스타일 스튜디오                           | 출연자 | 2010.06.22~2010.11.23 |           |
| 2011 | SBS       | 스타커플 최강전                           | 출연자 | 2011.02.03            |           |
| 2011 | ELLE atTV | 인스파이어 나우                           | MC     | 2011.05.13~2011.09.23 |           |
| 2011 | XTM       | 여신밴드                                  | 출연자 | 2011.10.27~2011.11.17 |           |
| 2011 | XTM       | HOMME 3.0                                 | MC     | 2011.12.07            | 특별 출연 |
| 2012 | 온스타일  | 스타일 로그                               | MC     | 2012.03.15~2012.12.17 |           |
| 2022 | 더 라이프 | 박세리의 내일은 영웅 - 꿈을 향해 스윙하라 | 출연자 | 2022.01.06~2022.04.21 |           |

### 뮤직비디오
| 연도 | 가수   | 노래              | 공동 출연 | 비고 | 출처 |
| ---- | ------ | ----------------- | --------- | ---- | ---- |
| 2002 | 강성훈 | 네가 없는 날 위해 |           |      |      |
| 2005 | 란     | 어쩌다가          |           |      |      |

## 수상 및 후보
| 연도 | 시상식                         | 부문                        | 작품                | 결과 |
| ---- | ------------------------------ | --------------------------- | ------------------- | ---- |
| 2002 | 캐릭터 모델 선발대회           | 대상                        | 빈칸                | 수상 |
| 2012 | 제20회 대한민국 문화연예대상   | 영화부문 여자 신인상        | 설마, 그럴리가 없어 | 수상 |
| 2016 | MBC 연기대상                   | 여자 신인상                 | 가화만사성          | 후보 |
| 2019 | KBS 연기대상                   | 일일 드라마부문 여자 우수상 | 꽃길만 걸어요       | 후보 |
| 2021 | 제7회 아시아태평양 스타 어워즈 | 연속극 여자 우수연기상      | 꽃길만 걸어요       | 후보 |